# Loongcosa dentitegulum
Espèce
Synonymes
- Pardosa dentitegulum Yin, Peng, Xie, Bao & Wang, 1997

Loongcosa dentitegulum est une espèce d'araignées aranéomorphes de la famille des Lycosidae.

## Distribution
Cette espèce est endémique de Chine. Elle se rencontre au Hunan, au Guangxi et au Guizhou.

## Description
Le mâle holotype mesure 5,40 mm.
Le mâle décrit par Wang, Marusik et Zhang en 2025 mesure 6,38 mm et la femelle 7,25 mm.

## Systématique et taxinomie
Cette espèce a été décrite sous le protonyme Pardosa dentitegulum par Yin, Peng, Xie, Bao et Wang en 1997. Elle est placée dans le genre Loongcosa par Wang, Marusik et Zhang en 2025.

## Publication originale
- Yin, Peng, Xie, Bao & Wang, 1997 : Lycosids in China (Arachnida: Araneae). Hunan Normal University Press, p. 1-317.